# Demian (album)
Demian è il secondo album della cantautrice pop italiana L'Aura, pubblicato l'8 giugno 2007 dall'etichetta discografica Sony.
Anticipato dal singolo Non è una favola, il disco contiene solamente tre pezzi in italiano (Demian, Non è una favola e È per te), nove pezzi in inglese e uno in francese (Le vent). Successivamente è stato pubblicato come secondo singolo anche il duetto con Max Zanotti, È per te. I testi sono stati quasi tutti scritti interamente da L'Aura, a parte alcune collaborazioni con Adriano Pennino e l'intervento di Max Zanotti in È per te. La produzione è stata curata da Enrique Gonzales Müller.
L'album contiene altre collaborazioni; per la registrazione del brano Turn Around la cantautrice è stata infatti affiancata dalla cantante dei Delta V, Georgeanne Kalweit, e Davide Arneodo dei Marlene Kuntz ha collaborato alle tastiere e agli strumenti.
Il disco ha venduto oltre 10 000 copie e debuttato alla posizione numero 31 della classifica italiana e rimanendovi per altre due settimane.

## Tracce
CD (Epic 88697091492 (Sony BMG) / EAN 0886970914925)
Testi e musiche di Laura Abela, eccetto dove indicato.
1. Le vent – 0:44
2. One – 3:32
3. È per te (feat. Max Zanotti) – 3:50 (Adriano Pennino, Laura Abela, Max Zanotti)
4. Beware! The Modern Eye! – 2:59
5. I'm so Fucked Up I Can Barely Walk – 3:56
6. The River – 1:01
7. I Just Want to Grow Old – 3:16
8. Non è una favola – 3:30
9. I'm With You – 3:54 (Adriano Pennino, Laura Abela)
10. Demian – 4:37
11. Hey Hey – 3:33
12. The Doors – 3:50
13. Turn Around (feat. Georgeanne Kalweit) – 4:20 (Adriano Pennino, Laura Abela)

Durata totale: 43:02

## Formazione
- L'Aura - voce, pianoforte, tastiera
- Davide Pezzin - basso
- Davide Devito - batteria
- Alberto De Rossi - chitarra elettrica, chitarra acustica
- Adriano Pennino - pianoforte
- Paolo Favati - programmazione
- Floriano Bocchino - pianoforte
- Davide Arneodo - percussioni addizionali, tastiera
- Stefano Cabrera - violoncello
- Roberto Izzo - violino
- Raffaele Rebaudengo - viola

## Promozione
Singoli
| Demian                       | Demian         |
| Titolo                       | Data di uscita |
| ---------------------------- | -------------- |
| Non è una favola             | 18 maggio 2007 |
| È per te (feat. Max Zanotti) | settembre 2007 |

Videoclip
| Titolo                       | Regista           |
| ---------------------------- | ----------------- |
| Non è una favola             | Maki Gherzi       |
| È per te (feat. Max Zanotti) | Romana Meggiolaro |

## Andamento nella classifica degli album italiana
| Posizione | 31 | 97 | 95 | - |